# Team BikeExchange-Jayco (Frauenteam)/Saison 2022
Diese Liste beschreibt die Mannschaft und die Siege des UCI Women’s WorldTeams BikeExchange-Jayco in der Saison 2022.

## Mannschaft
| Teamkader 2022          | Teamkader 2022     | Teamkader 2022      | Teamkader 2022                       |
| Name                    | Geburtsdatum       | Land                | Vorheriges Team                      |
| ----------------------- | ------------------ | ------------------- | ------------------------------------ |
| Jessica Allen           | 17. April 1993     | Australien          | High5 Dream Team (2016)              |
| Georgia Baker           | 21. September 1994 | Australien          | TIS Racing (2018)                    |
| Teniel Campbell         | 23. September 1997 | Trinidad und Tobago | Valcar-Travel & Service (2020)       |
| Kristen Faulkner        | 18. Dezember 1992  | Vereinigte Staaten  | Tibco-Silicon Valley Bank (2021)     |
| Arianna Fidanza         | 6. Januar 1995     | Italien             | Lotto Soudal Ladies (2020)           |
| Nina Kessler            | 4. Juli 1988       | Niederlande         | Tibco-Silicon Valley Bank (2021)     |
| Alexandra Manly         | 28. Februar 1996   | Australien          |                                      |
| Ruby Roseman-Gannon     | 8. November 1998   | Australien          | ARA-Pro Racing Sunshine Coast (2021) |
| Ane Santesteban         | 12. Dezember 1990  | Spanien             | Ceratizit-WNT Pro Cycling (2020)     |
| Amanda Spratt           | 17. September 1987 | Australien          |                                      |
| Chelsie Tan             | 17. Januar 1990    | Singapur            |                                      |
| Georgia Williams        | 25. August 1993    | Neuseeland          | BePink (2016)                        |
| Urška Žigart            | 4. Dezember 1996   | Slowenien           | Alé BTC Ljubljana (2020)             |
|                         |                    |                     |                                      |
| Quelle: ProCyclingStats |                    |                     |                                      |

## Siege
| Siege    | Siege                                                        | Siege       | Siege  | Siege            | Siege |
| Datum    | Rennen                                                       | Staat       | Klasse | Siegerin         |       |
| -------- | ------------------------------------------------------------ | ----------- | ------ | ---------------- | ----- |
| 11. Feb. | Neuseeländische Meisterschaften, Einzelzeitfahren der Frauen | Neuseeland  | CN     | Georgia Williams |       |
| 24. Mai  | Lotto Thüringen Ladies Tour, 1. Etappe                       | Deutschland | 2.Pro  | Alexandra Manly  |       |
| 25. Mai  | Lotto Thüringen Ladies Tour, 2. Etappe                       | Deutschland | 2.Pro  | Georgia Baker    |       |
| 26. Mai  | Lotto Thüringen Ladies Tour, 3. Etappe                       | Deutschland | 2.Pro  | Alexandra Manly  |       |
| 27. Mai  | Lotto Thüringen Ladies Tour, 4. Etappe                       | Deutschland | 2.Pro  | Alexandra Manly  |       |
| 29. Mai  | Lotto Thüringen Ladies Tour, Gesamtwertung                   | Deutschland | 2.Pro  | Alexandra Manly  |       |
| 29. Mai  | Lotto Thüringen Ladies Tour, 6. Etappe                       | Deutschland | 2.Pro  | Alexandra Manly  |       |
| 19. Jun. | Tour de Suisse Women, 2. Etappe                              | Schweiz     | 2.Pro  | Kristen Faulkner |       |
| 23. Jun. | Slowenische Meisterschaften, Einzelzeitfahren der Frauen     | Slowenien   | CN     | Urška Žigart     |       |
| 30. Jun. | Giro d'Italia Women, 1. Etappe                               | Italien     | 2.WWT  | Kristen Faulkner |       |
| 9. Jul.  | Giro d'Italia Women, 9. Etappe                               | Italien     | 2.WWT  | Kristen Faulkner |       |
| 12. Aug. | Tour of Scandinavia, 4. Etappe                               | Norwegen    | 2.WWT  | Alexandra Manly  |       |